# 류갑종
류갑종(柳甲鐘, 1933년 2월 7일~2014년 5월 22일)은 대한민국의 정치인이다. 제8·12대 국회의원을 지냈다. 본관은 고흥이며, 전라북도 고창군 출신이다.

## 학력
- 서울대학교 행정대학원 수료
- 고려대학교 경영대학원 수료
- 경기대학교 통일안보전문대학원 졸업

## 경력
- 제8대 국회의원(정읍) 신민당
- 제12대 국회의원(정주ㆍ정읍ㆍ고창) 신민당
- 고대노동문제연구원
- 민족통일촉진위원회 운영위원
- 민족통일대학 이사장
- 남북영토통일연구회 회장
- 38선 철폐 통일추진중앙회 회장
- 신민당 정읍지구당 위원장,정책위원,사무총장
- 민주통일당 당무국장
- 민주통일당 통일위원회 의장, 민주통일당 간사장
- 통일사회당 간사장, 조직국장, 정치위원
- NGO 민족상생평화통일 연합의장
- 세계평화 초종교 초국가연합 세계 NGO 연합추대평화대사
- 한나라당 통일위원회 고문

## 역대 선거 결과
|  | 2.20% |

|  | 57.76% |

|  | 22.41% |

|  | 23.42% |

|  | 2.56% |

|  | 14.07% |